# International Council of Unitarians and Universalists
International Council of Unitarians and Universalists (ICUU) - på svenska: Internationella rådet för Unitarer och Universalister - är en paraplyorganisation som grundades 1995 som sammanför många unitariska,  universalistiska och unitariska universalistorganisationer. Storleken på de anslutna organisationerna varierar mycket. Vissa grupper representerar bara  några hundra människor; medan den största, Unitarian Universalist  Association (UUA), har över 160 000 medlemmar och är större än alla andra grupper sammantagna. 

## Historia
Det ursprungliga initiativet för dess inrättande ingick i en resolution från Generalförsamlingen för unitariska och fria kristna kyrkor (brittiska unitarledare) 1987. Detta ledde till inrättandet av en internationell organisation för unitarorganisationer (AEIOU), som arbetade för att skapa rådet. Generalförsamlingens resolution gav dock ingen finansiering.
Unitarian Universalist Association (UUA) blev särskilt intresserad av att inrätta ett råd när det var tvunget att hantera ett ökande antal ansökningar om medlemskap från församlingar utanför Nordamerika. Den hade redan beviljat medlemskap i församlingar i Adelaide, Auckland, Filippinerna  och Pakistan, och församlingar i Sydney, Ryssland och Spanien hade ansökt om medlemskap. Istället för att erkänna församlingar från hela världen hoppades UUA att de skulle gå med i ett världsråd istället. UUA blev således villig  att ge finansiering för rådets etablering. Som ett resultat bildades rådet slutligen vid ett möte i Essex, Massachusetts, USA den 23–26 mars 1995.

## Principer och syften
Förordningens konstitution för ICUU lyder:
Vi, medlemsgrupper i ICUU, bekräftar vår tro på religiöst samhälle baserat på:
- samvetsfrihet och individuell tanke i frågor om tron,
- varje människas inneboende värde och värdighet.
- rättvisa och medkänsla i mänskliga relationer,
- ansvarsfullt förvaltarskap i mänskliga relationer,
- och vårt engagemang för demokratiska principer,
- förklara våra syften som:

- att tjäna livets oändliga ande och det mänskliga samhället genom  att stärka den globala unitariska och universalistiska tron,
- att bekräfta mångfalden och rikedomen i våra levande traditioner,
- att underlätta ömsesidigt stöd mellan medlemsorganisationer,
- att främja våra ideal och principer runt om i världen,
- att tillhandahålla modeller av liberalt religiöst svar på det  mänskliga tillstånd som upprätthåller våra gemensamma värderingar.

## Skandinaviska  medlemmar
Unitarforbundet i Norge, samt Unitarisk Kirkesamfund i Danmark är medlemmar i ICUU.